# 高知SunSun電視台
高知SunSun電視台（日语：／ Kōchi Sansan Terebi */?）是日本的一家以高知縣為播出對象地區的電視台。簡稱KSS。總部位于高知縣高知市若松町10番11号。呼號JOQX-DTV。是富士電視台聯播網FNS・FNN的成員。

## 外部連結
- 官方網站 （页面存档备份，存于）
- 高知SunSun電視台的X（前Twitter）
- YouTube上的sunsuntv頻道

33°33′11.7″N 133°33′44.4″E / 33.553250°N 133.562333°E